# Imaa Queen
Adam Sergel Johannes Spjuth, més coneguda pel nom artístic Imaa Queen   (parròquia de Gällaryds, 26 de desembre de 1993), és una drag queen i intèrpret sueca.

## Trajectòria
Com a Imaa Queen, ha estat nominada al premi Drag of the Year de la revista sueca QX, que forma part de la Gaygalan, del 2018 al 2022, tots dos inclosos. Finalment, el 2022 va guanyar el títol.
El 2021, també va guanyar el concurs internacional de drag The EuroStars Drag Contest.
Amb la faceta d'Imaa Queen, participarà en la primera temporada de Drag Race Sverige, l'adaptació sueca del programa RuPaul's Drag Race que s'estrenarà el 2023.

## Vida personal
Malgrat que és una persona de gènere no-binari, no recorre a l'ús del pronom personal neutre hen.